# Dominique Piron de La Varenne
Dominique Piron de La Varenne   (Ancenis, 1755 - Nantes, 10 de maig de 1794) fou un soldat francès i un general vendeà durant la Revolució Francesa.

## Biografia
Era fill de Dominique Piron, advocat presidencial del comtat de Nantes, originari de La Varenne, a Anjou, i de Jeanne Guillory.
Va emigrar amb la seva família el 1791 i es va incorporar a l'Armée des émigrés dins de la cavalleria lleugera. Va tornar a Bretanya i es va incorporar a l'associació bretona. Durant les insurreccions del març de 1793, amb Scheton, va prendre el cap dels miners insurgents de Montrelais i es va apoderar d'Oudon. Després del fracàs de la insurrecció, es va unir als vendeans poc després de la batalla de Saumur.
Es va distingir al juliol a la batalla de Vihiers on va aixafar l'exèrcit republicà comandat per Santerre. Va tornar a obtenir una victòria rotunda contra el mateix general el 19 de setembre a la batalla de Coron, malgrat la seva clara inferioritat numèrica. L'endemà amb Duhoux d'Hauterive, va tornar a vèncer els republicans, tanmateix dues vegades nombrosos a la batalla de Pont-Barré. Tot i que les tropes dels republicans durant aquestes batalles estaven en gran part formades per combatents especialment mediocres, es troben entre les úniques victòries de la Vendée amb inferioritat numèrica.
A l'octubre, va protegir la retirada dels vendeans durant la segona batalla de Cholet. Després de la mort de molts generals, se li va donar el comandament de la divisió Anjou. Va participar en totes les batalles del Gir de galerna, fins a la batalla de Savenay del desembre on va dirigir la guàrdia posterior. Piron va sobreviure a la massacre i es va amagar durant uns mesos al país de Nantes.
El 10 de maig de 1794, s'embarca en un petit vaixell i intenta travessar la Loira en secret per recuperar la Vendée, però és sorprès i perseguit per la canonera republicana "L'invincible" estacionada al Cellier. Atrapat a prop de La Thébaudière, Piron de La Varenne va morir a trets.